# Commissaire européen à la Préparation et à la Gestion des crises

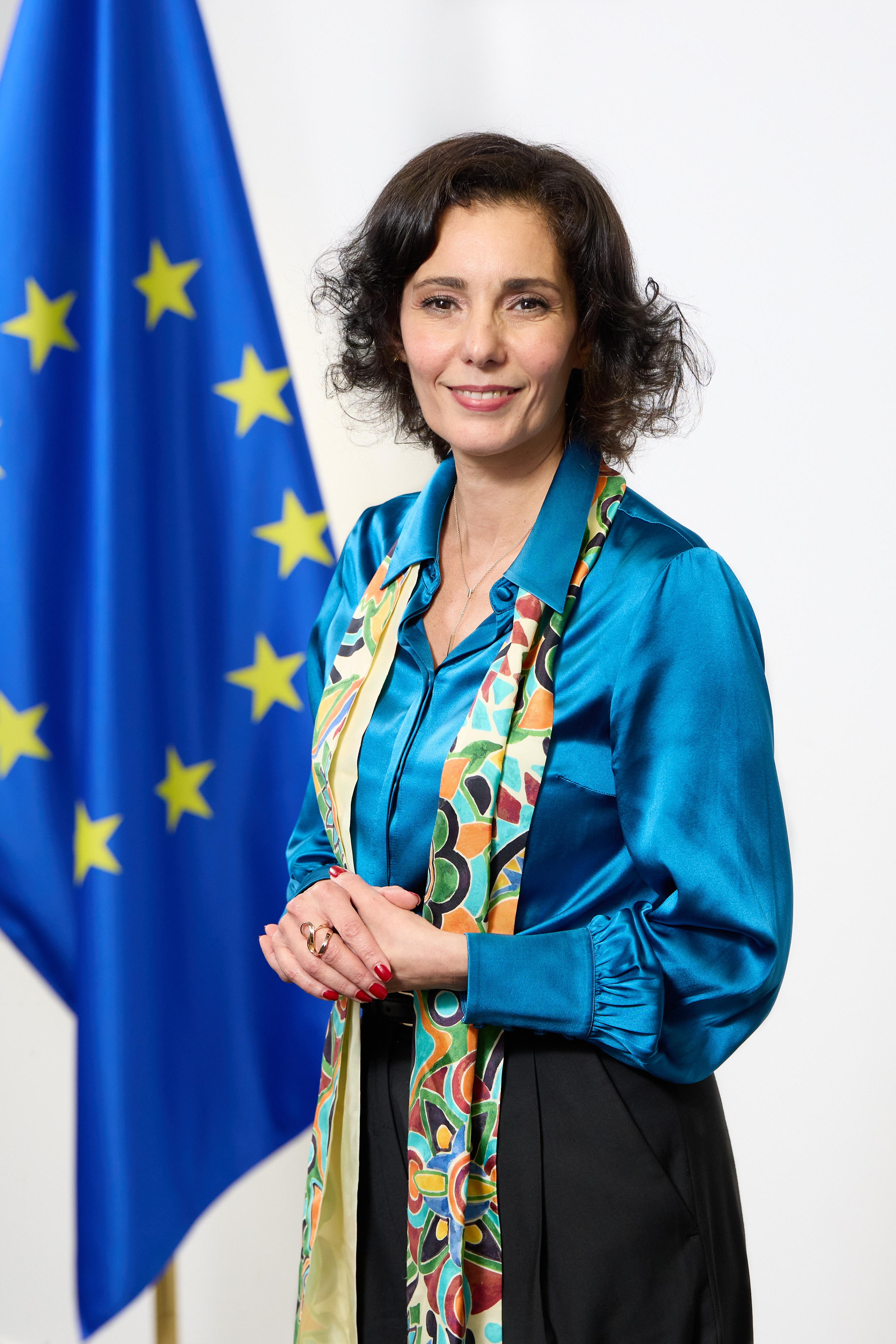
Hadja Lahbib, actuelle commissaire européenne à la Gestion des crises

Le commissaire européen à la Préparation et à la Gestion des crises est un poste de la Commission européenne occupé par Hadja Lahbib depuis 2024.
Il est chargé de la distribution de l'aide humanitaire. La Commission européenne est le premier fournisseur d'aide humanitaire dans le monde. Il était lié avant la commission Barroso II au portefeuille du développement.

## Liste des commissaires
|    | Nom                   | Pays     | Période     | Commission                           |
| -- | --------------------- | -------- | ----------- | ------------------------------------ |
| 1  | Robert Lemaignen      | France   | 1958–1962   | Commission Hallstein                 |
| 2  | Henri Rochereau       | France   | 1962–1970   | Commission Hallstein et Rey          |
| 3  | Jean-François Deniau  | France   | 1967–1973   | Commission Rey, Malfatti et Mansholt |
| 4  | Claude Cheysson       | France   | 1973–1981   | Commission Ortoli, Jenkins et Thorn  |
| 5  | Edgard Pisani         | France   | 1981–1985   | Commission Thorn                     |
| 6  | Lorenzo Natali        | Italie   | 1985–1989   | Commission Delors I                  |
| 7  | Manuel Marín          | Espagne  | 1989–1995   | Commission Delors II et III          |
| 8  | João de Deus Pinheiro | Portugal | 1995–1999   | Commission Santer                    |
| 9  | Poul Nielson          | Danemark | 1999–2004   | Commission Prodi                     |
| 10 | Joe Borg              | Malte    | 2004        | Commission Prodi                     |
| 11 | Louis Michel          | Belgique | 2004–2009   | Commission Barroso I                 |
| 12 | Karel De Gucht        | Belgique | 2009–2010   | Commission Barroso I                 |
| 13 | Kristalina Georgieva  | Bulgarie | 2010-2014   | Commission Barroso II                |
| 14 | Chrístos Stylianídis  | Chypre   | 2014-2019   | Commission Juncker                   |
| 15 | Janez Lenarčič        | Slovénie | 2019-2024   | Commission von der Leyen I           |
| 16 | Hadja Lahbib          | Belgique | Depuis 2024 | Commission von der Leyen II          |